# 克吕讷河畔阿朗西
克吕讷河畔阿朗西（法語：Arrancy-sur-Crusnes，2022年之前拼作，法語發音：[aʁɑ̃si syʁ kʁyn]）是法国默兹省的一个市镇，属于凡尔登区。

## 地理
克吕讷河畔阿朗西（49°24'49"N, 5°39'31"E）面积20.16 平方千米，位于法国大東部大區默兹省，该省份为法国西北部内陆省份，北与比利时接壤，西接马恩省和阿登省，南至上马恩省和孚日省，东临默尔特-摩泽尔省。
与克吕讷河畔阿朗西接壤的市镇（或旧市镇、城区）包括：伯韦耶、隆吉永、皮埃尔蓬、昂德旺皮埃尔蓬、奥坦河畔鲁夫鲁瓦、圣皮埃尔维莱、索尔贝。
克吕讷河畔阿朗西的时区为UTC+01:00、UTC+02:00（夏令时）。

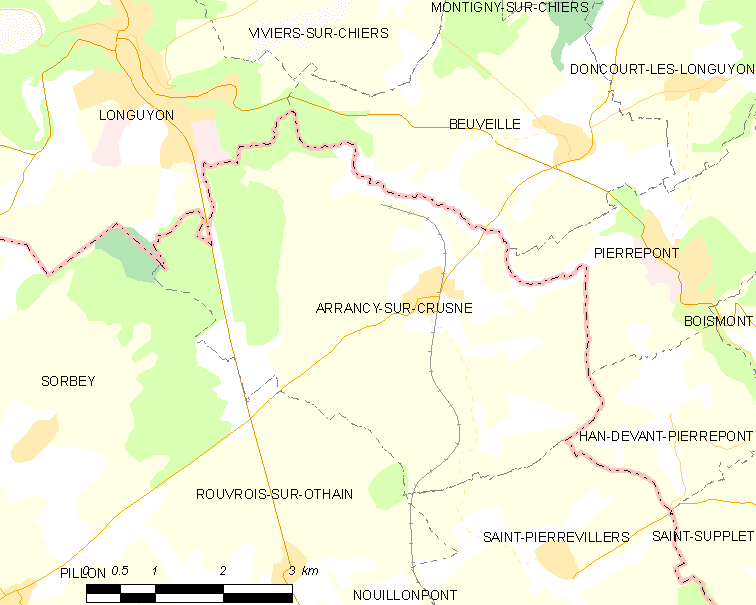
克吕讷河畔阿朗西的OSM定位图

## 行政
克吕讷河畔阿朗西的邮政编码为55230，INSEE市镇编码为55013。

## 政治
克吕讷河畔阿朗西所属的省级选区为布利尼县。

## 人口

1962-2008年间克吕讷河畔阿朗西人口变化图示

克吕讷河畔阿朗西于2022年1月1日时的人口数量为458人。